# Habenaria gourlieana
Habenaria gourlieana é uma espécie de planta do gênero Habenaria e da família Orchidaceae. 

## Taxonomia
A espécie foi descrita em 1835 por John Lindley. 
Os seguintes sinônimos já foram catalogados:  
- Habenaria burkartiana  Hoehne
- Habenaria fastor  Warm. ex Hoehne
- Habenaria melvillei  Ridl.
- Habenaria spegazziniana  Kraenzl.
- Kusibabella burkartiana  (Hoehne) Szlach.
- Kusibabella fastor  (Lindl. ex Warm.) Szlach.
- Macrocentrum mendocinum  Phil.
- Kusibabella gourlieana  (Gillies ex Lindl.) Szlach.

## Forma de vida
É uma espécie terrícola e herbácea. 

## Conservação
A espécie faz parte da Lista Vermelha das espécies ameaçadas do estado do Espírito Santo, no sudeste do Brasil. A lista foi publicada em 13 de junho de 2005 por intermédio do decreto estadual nº 1.499-R. 

## Distribuição
A espécie é encontrada nos estados brasileiros de Amazonas, Bahia, Distrito Federal, Espírito Santo, Goiás, Minas Gerais, Mato Grosso, Paraná, Rondônia, Rio Grande do Sul, Santa Catarina, São Paulo e Tocantins. 
Em termos ecológicos, é encontrada nos  domínios fitogeográficos de Floresta Amazônica, Cerrado, Mata Atlântica e Pampa, em regiões com vegetação de  campo limpo e mata ciliar.